# Raisen

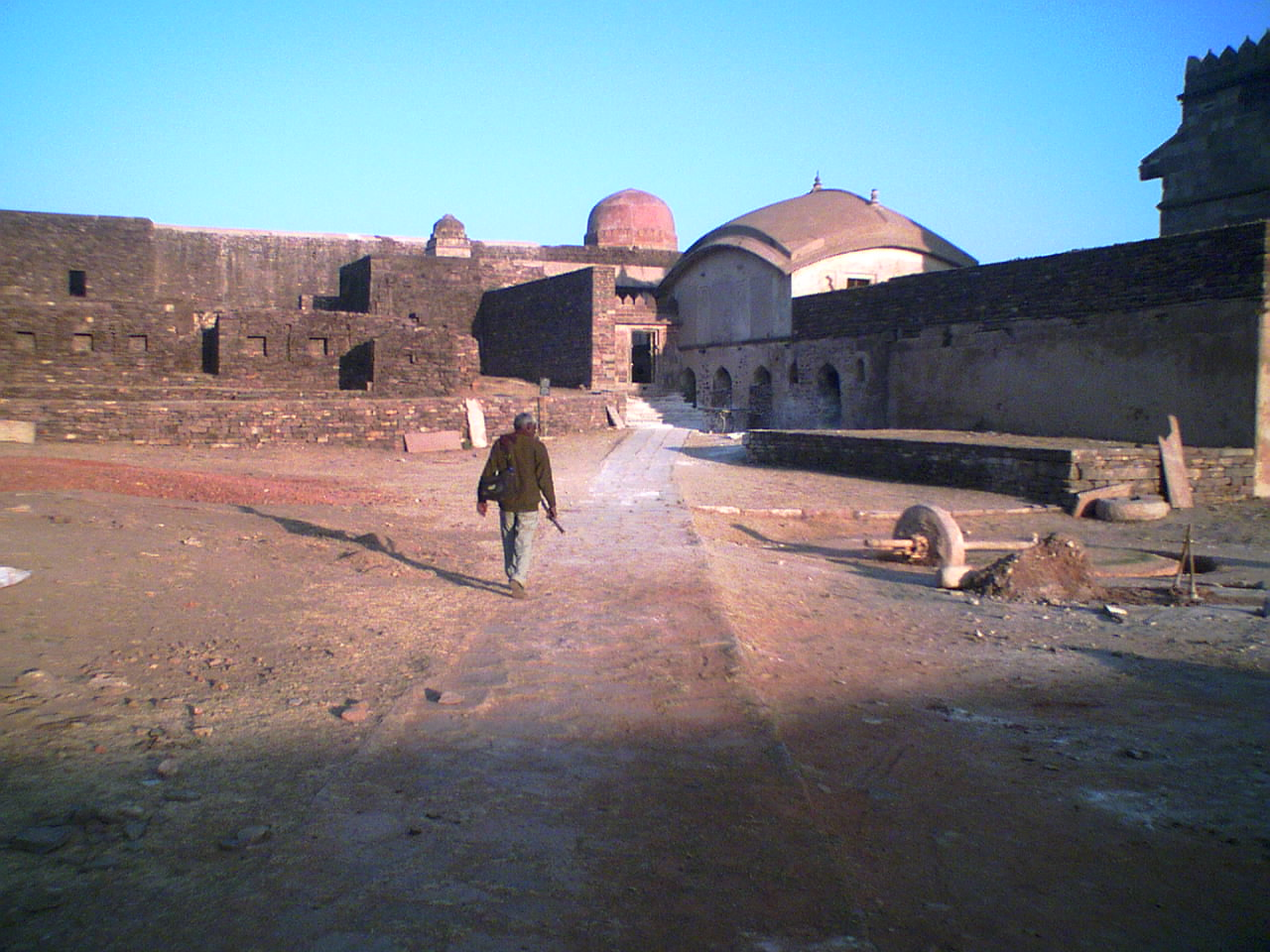
Fortet i Raisen.

Raisen är en stad i den indiska delstaten Madhya Pradesh, och är huvudort för ett distrikt med samma namn. Folkmängden uppgick till 44 162 invånare vid folkräkningen 2011.